# Жилкышиев, Болат Абжапарулы
Бола́т Абжапарулы́ Жылкыши́ев (каз. Жылқышиев Болат Әбжаппарұлы; род. 17 сентября 1957, село Абай, Келесский район, Южно-Казахстанская область, Казахская ССР, СССР) — депутат Сената Парламента Республики Казахстан.

## Биография
Родился 17 сентября 1957 года в селе Абай Келесского района Южно-Казахстанской области. Происходит из рода шымыр племени дулат.
Происходит из рода Шымыр племени дулат.
В 1979 году окончил Казахский химико-технологический институт по специальности инженер-механик, затем, в 1996 году, Южно-Казахстанский технический университет по специальности инженер-экономист.
После окончания института, в 1979—1984 годах работал мастером кирпичного завода, инженером, старшим инженером КБ, старшим инженером по автотранспорту, главным механиком треста «Промстройматериалы».
С 1984 по 1991 год занимал должность инструктора Дзержинского райкома партии, затем секретаря партбюро Чимкентского масложиркомбината.
Около года, с 1991 по 1992 годы — заместитель председателя Чимкентского горисполкома.
С 1992 по 1995 год — глава Дзержинской районной администрации города Чимкента.
С октября 1995 по январь 1998 года — аким города Жамбыл (с января 1997 — Тараз).
С февраля по декабрь 1999 года — начальник департамента строительства, благоустройства и коммунальных услуг Южно-Казахстанской областной администрации.
С декабря 1999 по март 2001 года — аким города Кентау Южно-Казахстанской области.
С марта 2001 по август 2002 года — аким города Чимкента.
31 августа 2002 года назначен акимом Южно-Казахстанской области.
В сентябре 2006 года освобождён от занимаемой должности, и назначен вице-президентом АО «Национальная атомная компания „Казатомпром“».
В августе 2007 года Указом Президента Республики Казахстан назначен депутатом Сената Парламента Республики Казахстан. Является членом Комитета по аграрным вопросам и охране окружающей среды.

## Семья
Отец — Джилкишиев Абжапар (1917—1995), участник Великой Отечественной войны, работал первым секретарем Келесского и Георгиевского райкомов, председателем парткомиссии при Чимкентском обкоме партии, член Союза писателей Казахстана.

## Награды
- Орден «Барыс» III степени
- 4 медали